# Lindenbergia muraria
Lindenbergia muraria là một loài thực vật có hoa trong họ Mã đề. Loài này được (Roxburgh ex D. Don) Brühl mô tả khoa học đầu tiên năm 1920.